# Неприкосновенность личности
Неприкоснове́нность ли́чности — принцип, согласно которому человек не может быть произвольно лишён свободы. Статья 9 Всеобщей декларации прав человека предусматривает, что «никто не может быть подвергнут произвольному аресту, задержанию или изгнанию».

## Неприкосновенность личности в праве России
В праве Российской Федерации содержание принципа неприкосновенности личности заключается в следующем:
1. Ограничение личной свободы возможно только по определённым основаниям;
2. Заключение под стражу возможно лишь в соответствии с процессуальным законодательством;
3. До судебного решения лицо может быть подвергнуто задержанию до 48 часов.

Статья 22 Конституции Российской Федерации предусматривает, что каждый имеет право на свободу и личную неприкосновенность, что арест, заключение под стражу и содержание под стражей допускаются только по судебному решению, что до судебного решения лицо не может быть подвергнуто задержанию на срок более 48 часов.